# Robert de Sablé
 Robert de Sablé  és l'onzè Gran Mestre de l'orde dels Templers. És un noble del qual no es coneixen bé els seus orígens. Sembla que va estar casat dues vegades i va tenir tres fills (dues nenes i un home) abans d'entrar a l'Orde del Temple.
Després de la mort de Gérard de Ridefort, els templers van deixar vacant el càrrec de gran mestre diversos mesos i van aprofitar per reformar alguns punts de la Regla relatius a les mesures disciplinàries a adoptar davant d'un possible incompliment del Gran Mestre de les seves pròpies responsabilitats. Per això, no és probable que l'octubre de 1190 fos elegit Robert de Sablé, ja que havia estat admès al juny de 1189. No obstant això, Guillem de Tir situa la seva elecció a principis de 1190.
Amic del rei d'Anglaterra Ricard Cor de Lleó, participa en la presa de Sant Joan d'Acre el 13 de juliol de 1191, i poc després en la batalla d'Arsuf on Saladí pateix una gran derrota. Robert de Sablé pren part en tots els combats contra Saladí. Mor el gener de 1193, quan es signa la treva de tres anys entre Ricardo i el sultà d'Egipte, que permet als pelegrins poder visitar Jerusalem.
| Precedit per: Gerard de Ridefort | Gran Mestre 1190 - 1193 | Succeït per: Gilbert Hérail |